# Tibor Kangyal
Tibor Kangyal, né le 28 mai 1942, à Budapest, en Hongrie, est un ancien joueur hongrois de basket-ball. Il évolue durant sa carrière au poste de meneur.